# Caroline Renate Pickardt
Caroline Renate Pickardt (* 5. September 1936 in Plettenberg; † 21. April 2024 in Düsseldorf) war eine deutsche Endokrinologin und Hochschullehrerin. Ihr wissenschaftlicher Schwerpunkt lag auf dem Bereich der Schilddrüsenerkrankungen (Thyreologie). Sie hat grundlegende Arbeiten zur Diagnostik von Funktionsstörungen der Schilddrüse und zur Struma geleistet.

## Werdegang
Pickardt promovierte im Jahre 1965 in München zum Thema Veränderungen des Sekretintestes bei subaciden, cholecystektomierten und pankreaskranken Patienten. Im Jahre 1972 habilitierte sie sich in München mit der Schrift Stimulation der TSH-Sekretion durch TRH (Thyrotropin Releasing Hormone): diagnostische Bedeutung und pathophysiologische Folgerungen. Am 18. Januar 1973 wurde sie zur Privatdozentin ernannt.
Im Laufe ihres wissenschaftlichen Lebens organisierte Pickardt mehrere wissenschaftliche Konferenzen und publizierte mehr als 80 Originalarbeiten und Übersichtsartikel sowie mehrere Bücher zu Schilddrüsenerkrankungen und zur endokrinen Orbitopathie. Zusammen mit Rudolf Fahlbusch beschrieb sie eine Form der tertiären Hypothyreose mit begleitender Hyperprolaktinämie durch Unterbrechung des Hypophysenstiels (Pickardt-Fahlbusch-Syndrom).
Im Jahre 2001 wurde Renate Pickardt emeritiert.

## Veröffentlichungen (Auswahl)
- Stimulation der TSH-Sekretion durch TRH. Diagnostische Bedeutung und pathophysiologische Folgerung. Habilitationsschrift, München 1972.
- mit W. Geiger, R. Fahlbusch und P. C. Scriba. Stimulation der TSH-Sekretion durch TRF-Belastung bei hypothalamischen und hypophysären Krankheitsbildern. In: Klinische Wochenschrift. Band 50, 1972, S. 42–59.
- als Hrsg. mit Johannes Köbberling: Struma. Springer, Berlin/Heidelberg 1990. ISBN 3-540-51067-2.
- mit Reinhard Ziegler und Rolf-Peter Willig: Rationelle Diagnostik in der Endokrinologie. Georg-Thieme-Verlag, Stuttgart 1993. ISBN 3-13-115501-9.